# Myrmecia infima
Myrmecia infima är en myrart som beskrevs av Auguste-Henri Forel 1900. Myrmecia infima ingår i släktet bulldoggsmyror, och familjen myror. Inga underarter finns listade i Catalogue of Life.